# Bernhard Zondek

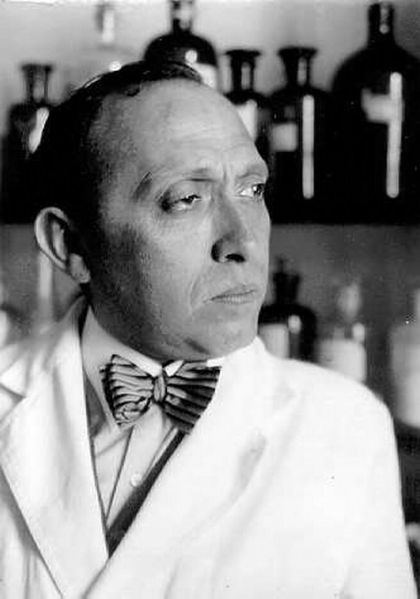
Bernhard Zondek, um 1954

Bernhard Zondek (* 29. Juli 1891 in Wronke, Deutsches Reich; † 8. November 1966 in New York) war ein deutsch-israelischer Gynäkologe, Pionier der Hormonforschung sowie Bruder der Hochschullehrer Hermann Zondek (1887–1979) und Samuel Georg Zondek (1894–1970).

## Leben
Zondek studierte in Berlin Medizin und wurde dort 1919 promoviert. Anschließend arbeitete er als Assistent unter Karl Franz an der Berliner Charité, wo er sich 1923 für Geburtshilfe und Gynäkologie habilitierte. Ab 1926 war er außerordentlicher Professor der Berliner "Friedrich-Wilhelms" Universität. Von 1929 bis 1933 leitete er die frauenheilkundliche Abteilung des Krankenhauses Spandau. Nach der Regierungsübernahme der Nationalsozialisten wurde Zondek am 5. September 1933 wegen seiner jüdischen Herkunft gem. § 3 des Berufsbeamtengesetzes aus der Medizinischen Fakultät entlassen. Ein Jahr arbeitete Zondek in Stockholm am Biochemischen Universitätsinstitut, das Hans von Euler leitete. 1934 ging er nach Palästina, wo er von 1935 bis 1961 an der Hassadah Medical School der Jerusalemer Hebrew University als Hochschullehrer für Gynäkologie und Geburtshilfe sowie als Vorsteher des dortigen Hormonforschungslabors tätig war. 1959 war er Gründungsmitglied der Israelischen Akademie der Wissenschaften. Er starb auf einer Reise in New York.
Bernhard Zondek schuf 1927 zusammen mit Selmar Aschheim die erste Frühtestmethode zur Schwangerschaftserkennung, die auf Hormonnachweis beruhende Aschheim-Zondek-Reaktion.

## Schriften
- Zur Pathologie der Sublimatnephrose. Aus der 1. medizinischen Universitätsklinik der Charité. Berlin med. Diss. vom 28. März 1919.
- Die Hormone des Ovariums und des Hypophysenvorderlappens: Untersuchungen zur Biologie und Klinik der weiblichen Genitalfunktion. Springer, Berlin 1931.
- Genital Functions and Their Hormonal Regulation. 1941.